# 湯之川溫泉停留場
湯之川溫泉停留場（日语：／ Yunokawa-onsen teiryūjō */?）是位於日本北海道函館市湯川町2丁目26番地先的函館市交通局（函館市電）湯之川線的電車站。在繁忙的時期會安排乘車整理員協助。

## 歷史
- 1913年（大正2年）6月29日 - 鮫川橋停留所開始營業。
- 之後，依時間改稱為鮫川、溫泉入口、湯川、以及現在的湯之川溫泉。

## 車站構造
- 湯之川溫泉站擁有2個月台（側式月台）、2條電車路線（相反方向）。
- 往五稜郭公園前方向的月台為有蓋月台。
- 車站的東側是行人穿越道。

## 車站周邊
- 函館東郵政局（併設日本郵政函館東分店）
- 函館商工信用組合湯川分店
- 湯之川溫泉
- 函館渡邊醫院
- 湯川海水浴場
- 北海道道83號函館南茅部線
- 函館巴士「湯之川溫泉電停前」站
- 高速函館號「湯之川溫泉北」站

## 相鄰停留場
函館市交通局（函館市電）
湯之川線
湯之川（DY01）－湯之川溫泉（DY02）－函館體育館前（DY03）

## 外部連結
- 車站情報 - 湯之川溫泉（日文）